# Al-Mucharram
Al-Mucharram – miasto w Syrii, w muhafazie Hims. W 2004 roku liczyło 6202 mieszkańców.